# Pont dera Garona
El Pont dera Garona és una obra de Vielha e Mijaran (Vall d'Aran) inclosa a l'Inventari del Patrimoni Arquitectònic de Catalunya.

## Descripció
Pont del Camin Reiau situat sobre la Garona, aigües avall de la confluència amb el riu Nere. Pont d'un sol ull força gran amb un esperó en la banda de migdia.Es tracta d'una obra d'enginyeria, de bona carreuada lligada amb argamassa. L'arcada de mig punt rebaixat fou resolt amb dovelles disposades en full de llibre.

## Història
El rei Ferran III concedí als cònsols de Vielha un campanar de dos ponts l'any 1510. D'acord amb això e els comptes de Vielha de l'any 1565 registren l'ofici de "pantanèr" i el cobrament de pontatges als transeünts, així com l'extistència un portal (de recinte emmurallat) en el Pònt dera Garona, la porta del qual havia estat trencada i calgué restaurar, o bé també la venda d'un pati en aquesta entrada;llavors hom aprofità per a reparar el pont, el qual segons els materials empreats fóra de fusta. El qüestionari de Francisco de Zamora insisteix que el pont de Vielha en el Camí Reiau i damunt la Garona era encara de fusta, d'un sol ull, amb baranes, alhora que reporta les següents mides: 16 pams i quart d'alt, 69 pams de llarg i 12 pams d'ample (1788). Pascual Madoz només esmenta el pont del riu Nere (1850) Finalment Juli Soler ja parla d'un pont modern (1906)